# Université de Salamanque
Pour les articles homonymes, voir USAL.
 (août 2024).
Si vous disposez d'ouvrages ou d'articles de référence ou si vous connaissez des sites web de qualité traitant du thème abordé ici, merci de compléter l'article en donnant les références utiles à sa vérifiabilité et en les liant à la section « Notes et références ».
 (août 2024).

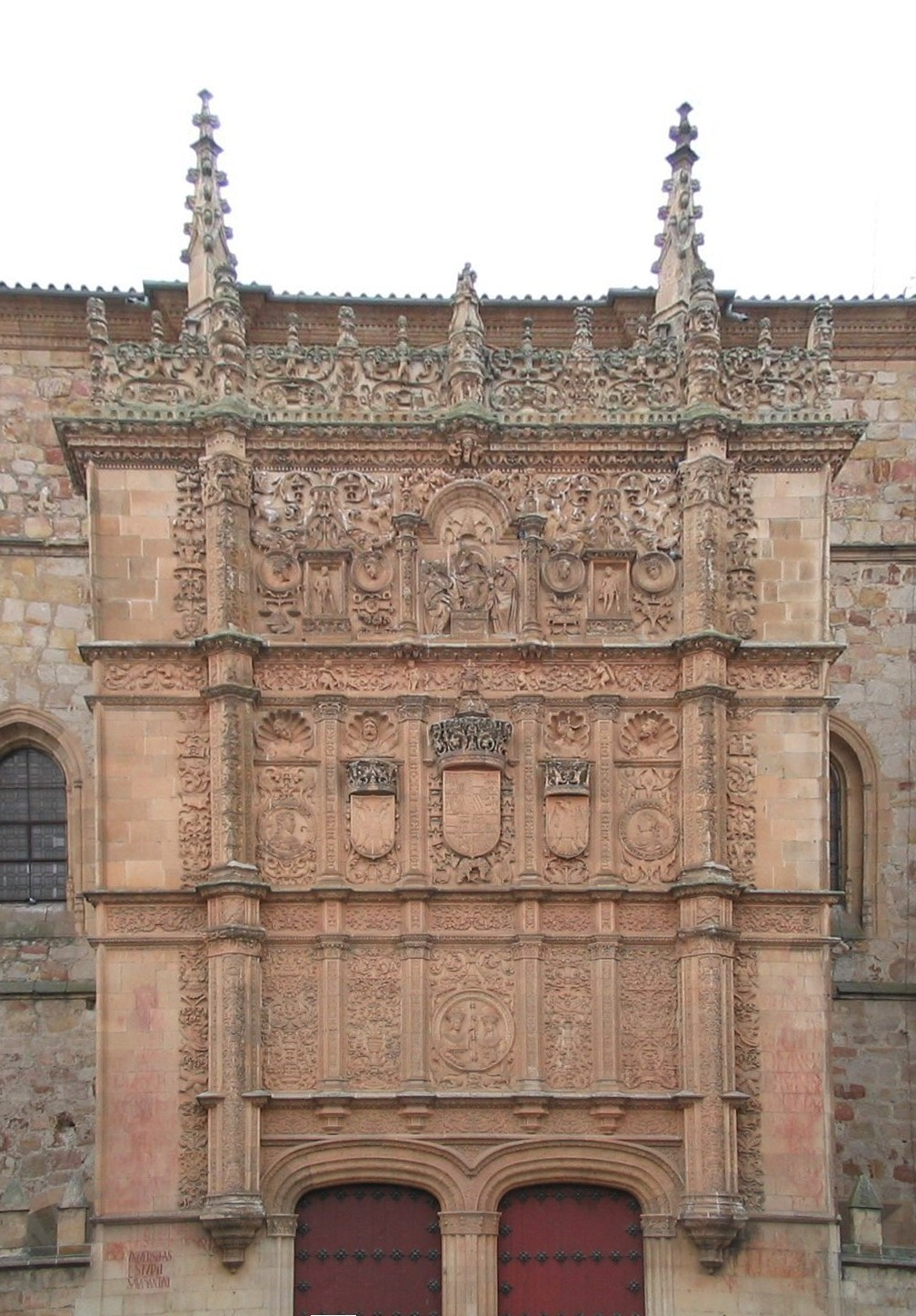
Le fronton de l'université et ses motifs sculptés, typiques de l'art plateresque.

L'université de Salamanque (Universidad de Salamanca en espagnol), est la deuxième plus ancienne université d'Espagne (après celle de Palencia), mais la plus ancienne qui demeure, puisque l'université de Palencia n'existe plus, et la plus ancienne du monde hispanique ; elle est aussi la cinquième plus ancienne en Europe (après Bologne, Paris, Oxford et Cambridge), et la quatrième plus ancienne qui demeure, puisque l'université de Paris est divisée en 1971 en treize universités indépendantes. Elle a été fondée par Alphonse IX de León en 1218. C'est en revanche la première qui a obtenu en Europe le titre d'université.
Le pas de sa porte d'entrée est connu pour ses motifs en relief finement sculptés parmi lesquels est dissimulée une grenouille posée sur un crâne humain. Certains élèves parient même réussir leurs examens après l'avoir trouvée.
Elle se situe dans la ville espagnole de Salamanque, en Castille-et-León, en Espagne.

## Histoire
Son origine remonte aux Écoles de la cathédrale dont l'existence peut être repérée déjà en 1130, quand son Maître d'école assiste à un concile à Carrión. Le premier document officiel est celui du roi Alphonse IX de León, par lequel il concède le titre de Studium Generale (Estudio General) à ces Écoles, en raison de la qualité de ses enseignements : il est daté de 1218. Ce titre de Studium Generale manifeste la diversité des enseignements dispensés, sa caractéristique non privée (ouverte à tous) et la validité de ses diplômes. À cette époque, il y a onze chaires spécialisées en: Droit canon, Civil, Médecine, Logique, Grammaire et Musique. Grâce à ce titre, le roi voulait que ses sujets ne soient pas obligés d'aller dans le royaume de Castille pour étudier à l'université de Palencia, à qui Alphonse VIII de Castille avait donné ce titre en 1208.
Lors de l'union du royaume de León à la couronne de Ferdinand III de Castille, alors que le Studium de Salamanque gagnait en réputation, celui de Palencia perdait peu à peu de l'importance, jusqu'à disparaitre.
Sous le règne d'Alphonse X, le Studium Generale fut transformé en Université. Le roi publia ses premières ordonnances, la dotant de ses premières chaires stables, comme celle de musique, et créant la charge de bibliothécaire; elle a été la première université de Europe qui prit ce nom et qui possédait une bibliothèque. En plus des rois, divers papes ont favorisé l"université: Alexandre IV confirma l'Université dans une bulle de 1255.
Il a fallu deux siècles pour que l'institution possède ses propres bâtiments où diffuser l'enseignement. Jusqu'à ce moment, les classes se tenaient dans le cloître de la cathédrale de Salamanque, dans des maisons louées au chapitre et dans l'église Saint Benoit. Le premier édifice proprement universitaire a été le Grand Collège de San Bartolomé connu sous le nom d'Ancien Collège (Colegio Viejo), fondé par l'évêque Diego de Anaya Maldonado, en 1401. Le cardinal aragonais Pedro de Luna, qui deviendra plus tard l'Antipape Benoit XIII, grand protecteur de l'institution, poussa à l'achat des premiers terrains et à la construction de l'Hôpital du Studium (Hospital del Estudio, actuel rectorat), des Petites Écoles (Escuelas Menores) et des Grandes Écoles (Escuelas Mayores . Ces dernières sont connues parfois comme l'édifice historique de l'université, à partir de 1411. Cette année-là, Pedro de Luna donna les premières constitutions qui furent remplacées en 1422 par celles de Martin V.
En plus des Écoles, les enseignements étaient donnés dans les Colegios Mayores et Menores ou dans des couvents des ordres religieux. Dans l'Espagne du Siècle d'or, il y avait seulement six Colegios Mayores. Les quatre de Salamanque étaient les Collèges de San Bartolomé, d'Oviedo, de Cuenca et de Fonseca. Il faut ajouter celui de Santa Cruz à Valladolid et celui de San Ildefonso en Alcalá. Salamanque possédait de plus un grand nombre de colegios menores et autres centres universitaires de divers type.
Christophe Colomb présenta son plan d'une expédition vers l'Asie à l'université dans l'espoir d'obtenir une aide financière de la dynastie régnante.
Miguel de Unamuno est la personnalité la plus marquante que l'université a connue au XXe siècle. Né à Bilbao, il intègre l'université de Salamanque en devenant responsable de la chaire de grec. Unamuno fut recteur de l'université de 1900 à 1914 mais quitte son poste à cause de désaccords avec le régime de Primo de Rivera. À l'avènement de la Seconde République espagnole, en 1931, il est rétabli dans ses fonctions. Il devient recteur à vie en 1934 (poste honorifique à la suite de son départ à la retraite). Il meurt la première année de la guerre civile, peu après un célèbre épisode où il fait face dans les locaux de l'université au militaire Millán-Astray, fondateur de la Légion espagnole et l'un des tenants du camp nationaliste. Unamuno lance au militaire une phrase restée célèbre : "Vous vaincrez, mais vous ne convaincrez pas !".
Le père Georges-Henri Lévesque a contribué à la création de la faculté de sciences sociales.

## Centres et facultés
Actuellement, l'université de Salamanque est composée de 16 facultés, 3 écoles techniques supérieures, 3 écoles universitaires :
- Facultad de Bellas Artes (Faculté des Beaux Arts)
- Facultad de Biología (Faculté de Biologie)
- Facultad de CC Agrarias y Ambientales (Faculté des Sciences Agronomiques et de l'Environnement)
- Facultad de Ciencias (Faculté des Sciences)
- Facultad de Ciencias Químicas (Faculté de Chimie)
- Facultad de Ciencias Sociales (Faculté des Sciences Sociales)
- Facultad de Derecho (Faculté de Droit)
- Facultad de Economía y Empresa (Faculté de Science économique et de l'Entreprise)
- Facultad de Educación (Faculté de l'Éducation)
- Facultad de Farmacia (Faculté de Pharmacie)
- Facultad de Filología (Faculté de Philologie)
- Facultad de Filosofía (Faculté de Philosophie)
- Facultad de Geografía e Historia (Faculté de Géographie et d'Histoire)
- Facultad de Medicina (Faculté de Médecine)
- Facultad de Psicología (Faculté de Psychologie)
- Facultad de Traducción y Documentación (Faculté de Traduction et de Documentation)
- Escuela Politécnica Superior de Ávila (École Polytechnique Supérieure d'Ávila)
- Escuela Politécnica Superior de Zamora (École Polytechnique Supérieure de Zamora)
- Escuela Técnica Superior de Ingeniería Industrial de Béjar (École Technique Supérieure d'Ingénièrie Industrielle de Béjar)
- Escuela Universitaria de Educación y Turismo de Ávila (École Universitaire de l'Éducation et du Tourisme d'Ávila)
- Escuela Universitaria de Enfermería y Fisioterapia (École Universitaire d'Infirmières et de Physiothérapie)
- Escuela Universitaria de Magisterio de Zamora (École Universitaire de l'Enseignement de Zamora)
- Instituto Universitario de Integración en la Comunidad (INICO) (Institut Universitaire de l'Intégration à la Communauté)